# Manne Ihran
Gustaf Emanuel (Manne) Ihran, född 1877, död 7 januari 1917 i Uppsala, var en svensk konstnär verksam i Uppsala.
Ihran målade främst motiv från Uppsala och stadens omgivningar. Ihran anses vara en av Bruno Liljefors efterföljare. Ihrans debut som konstnär var den parodiska konstutställningen vid Kalmar Nation 1903. Han var också 1903–1904 aktiv i den kortlivade konsttidskriften Med pensel och penna. Tillsammans med Ernst Nilsson och Jonas Lindkvist bildade Ihran Uppsalagruppen och ställde bland annat ut på Nya konstgalleriet i Stockholm 1916.
Ihran är representerad i såväl samlingar som på sentida utställningar på Uppsala konstmuseum, som Upsaliana - ett lokalt perspektiv hösten 2003 och Uppländsk naturromantik - Bruno Liljefors och hans efterföljare vintern 2007/2008.
1948 var han representerad på en minnesutställning på Carolina Rediviva över konsttidskriften Med pensel och pennas konstnärer.
Manne Ihran är begravd på Uppsala gamla kyrkogård.